# توماس أ. بيرك
توماس أ. بيرك هو محامي وسياسي أمريكي، ولد في 30 أكتوبر 1898 في كليفلاند في الولايات المتحدة، وتوفي بنفس المكان في 5 ديسمبر 1971. نشط حزبياً في الحزب الديمقراطي. وقد انتخب عضو مجلس الشيوخ الأمريكي ‏ عن دائرة Ohio Class 3 senate seat ‏ وقد انضم خلال فترته النيابية ‏ (10 نوفمبر 1953 – 2 ديسمبر 1954) للكتلة البرلمانية الحزب الديمقراطي وانتخب عضو مجلس ولاية ماساتشوستس ‏ عن دائرة Massachusetts Senate's 8th Suffolk district ‏ وانتخب عضو مجلس الشيوخ الأمريكي ‏ (10 نوفمبر 1953 – 2 ديسمبر 1954).